# 中井雪原
中井雪原（英語：Nakai Snowfield），是南極洲的雪原，位於奧林匹斯山脈，處於赫爾克里士山和詹森山之間，海拔高度約1,600米，在2004年由美國南極名稱諮詢委員命名，現時由南極條約體系管理。